# Agdal Riyad
Agdal Riyad (arabiska: أكدال الرياض) är ett arrondissement i Marockos huvudstad Rabat. Antalet invånare var 77 257 vid folkräkningen 2014.